# Ardnahoe Loch
Ardnahoe Loch, auch Loch Ardnahoe, ist ein See auf der schottischen Hebrideninsel Islay. Administrativ befindet er sich somit in der Council Area Argyll and Bute. Historisch lag er in der Grafschaft Argyllshire.

## Beschreibung
Der maximal 680 Meter lange und 410 Meter breite, sich in Ost-West-Richtung erstreckende See liegt in einer dünnbesiedelten, hügeligen Region im Nordosten der Insel zwischen den beiden Whiskybrennereien Caol Ila und Bunnahabhain. Ardnahoe Loch wird von mehreren kleinen Bächen gespeist. Einziger Abfluss ist ein kleiner Bach der vom Ostufer abfließt und sich 400 m östlich in einem Wasserfall in den Islay-Sund ergießt. In Ardnahoe Loch befinden sich keine Inseln. Der See liegt direkt an der einspurigen Straße, welche die A846 zwischen Keills und Port Askaig mit Bunnahabhain verbindet. Am Ostufer befindet sich der Bauernhof Ardnahoe Farm mit einigen landwirtschaftlich genutzten Uferflächen. Etwa 300 m nordwestlich des Sees wurden möglicherweise die Überreste einer Shieling-Hütte entdeckt. Westlich befindet sich der größere Loch Staoisha.
Ardanhoe Loch liegt auf einer Höhe von 58 Metern. Sein Volumen von rund 956.000 Kubikmetern wird gespeist durch kleine Bäche. Bei 60 % des 90 Hektar umfassenden Einzugsgebiets handelt es sich um Heide- und Moorflächen, während Grundwasser 23 % des Zuflusses ausmacht. Das Einzugsgebiet erstreckt sich im Wesentlichen nach Süden zum benachbarten Loch nam Ban hin. Der See bedeckt eine Fläche von 20 Hektar und weist einen Umfang von rund zwei Kilometern aus.